# Laurence Modaineová
Laurence Modaineová (* 28. prosince 1964 Douai, Francie) je bývalá francouzská sportovní šermířka, která se specializovala na šerm fleretem. Francii reprezentovala v osmdesátých a devadesátých letech. V průběhu své sportovní kariéry startovala i pod jmény Laurence Valletová, Laurence Cessacová. Na olympijských hrách startovala v roce 1984, 1988, 1992 a 1996 v soutěži jednotlivkyň a družstev. V soutěži jednotlivkyň obsadila na olympijských hrách 1992 a 1996 čtvrté místo. V roce 1994 obsadila třetí místo na mistrovství světa v soutěži jednotlivkyň. S francouzským družstvem fleretistek vybojovala na olympijských hrách 1984 bronzovou olympijskou medaili.